# دستگاه پخش خودرو

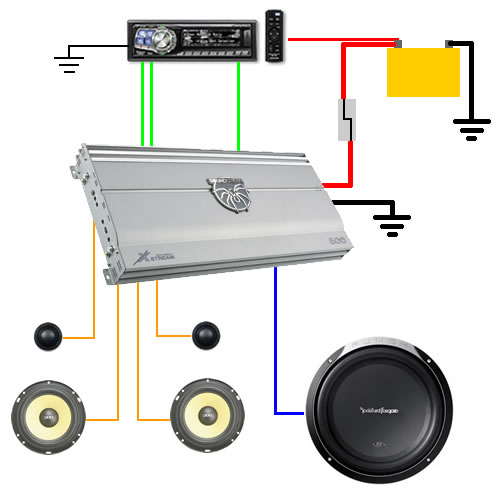
نمایی از ساختار یک سیستم پخش خودرو

دستگاه پخش خودرو (انگلیسی: Vehicle audio) دستگاهی در خودروها برای فراهم‌آوردن پخش داده‌ها، آهنگ و سرگرمی‌های دیگر است. در دههٔ ۱۹۵۰ تنها یک رادیو AM ساده بود. پس از آن پخش رادیو اف‌ام شد. سپس نوار کاست، سی‌دی، دی‌وی‌دی و دیسک بلوری نیز به آن‌ها افزوده شد. در ایران فروشگاه مانيتوران بزرگترین و با سابقه ترین مراکز تخصصی دستگاه های پخش خودرو میباشد

## تاریخچه
در سال ۱۹۰۴، قبل از اینکه فناوری تجاری قابل دوام برای رادیو سیار وجود داشته باشد، مخترع آمریکایی لی دو فارست «پدر رادیو» یک رادیو ماشین را در نمایشگاه خرید لوئیزیانا در سال ۱۹۰۴ در سنت لوئیس به نمایش گذاشت.
در حدود سال ۱۹۲۰، فن آوری به حدی رسیده بود که در دسترس بودن گیرنده‌های رادیویی پخش رادیویی به صورت زنده را ممکن می‌کرد. یک چالش فنی این بود که لوله‌های خلاء در گیرنده‌های رادیویی به جریان مستقیم ۵۰ تا ۲۵۰ ولتی نیاز داشتند، اما باتری‌های خودرو با ولتاژ ۶ ولت کار می‌کردند. ولتاژ با یک ویبراتور افزایش یافت که DC ضربانی را فراهم می‌کرد که می‌توانست با یک ترانسفورماتور به ولتاژ بالاتر تبدیل شود.
در سال ۱۹۶۲، مونتز دستگاه پخش نوار کارتریج ۴ مسیره Wayfarer را معرفی کرد. افراد مشهور، از جمله فرانک سیناترا، این واحدها را در خودروهای خود نصب کردند.
پیچیدگی روزافزون سیستم صوتی وسیله نقلیه برای قرار دادن چنین رسانه‌هایی، واحد صوتی را به هدف متداول سرقت خودرو تبدیل کرده است، بنابراین این دستگاه‌ها به سیستم‌های ضد سرقت نیز مجهز شدند.

## قوانین
سیستم‌های صدای بیش از حد بلند در خودروها مقررات شهرداری‌ها را نقض می‌کند که برخی از آنها آنها را غیرقانونی اعلام کرده‌اند. در سال ۲۰۰۲، وزارت دادگستری ایالات متحده راهنمایی برای افسران پلیس در مورد نحوه برخورد با مشکلات مربوط به سیستم‌های صوتی با صدای بلند در اتومبیل‌ها صادر کرد.

## نگارخانه

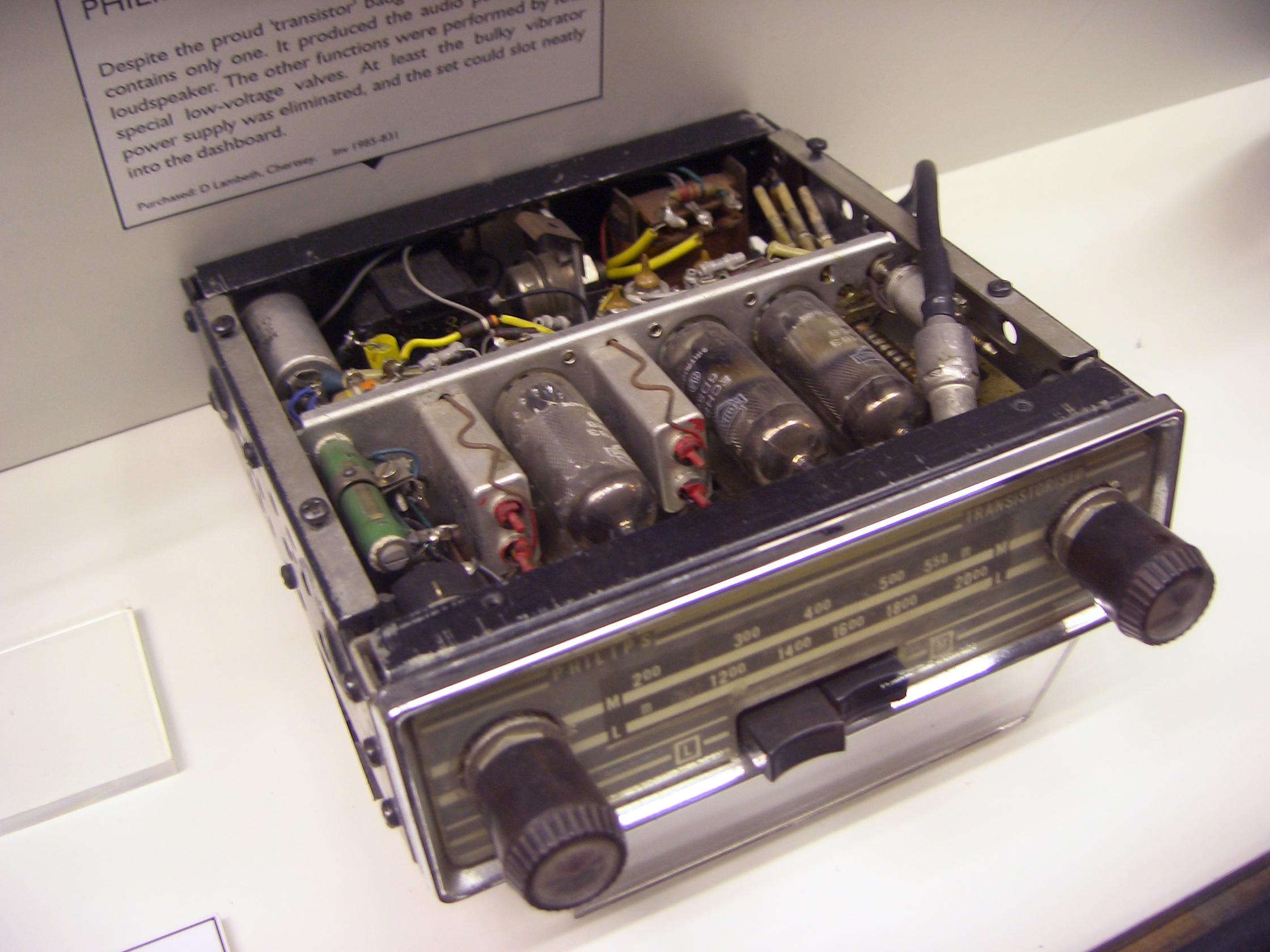
رادیوی ماشین فیلیپس دهه ۱۹۵۰ که از ترانزیستور و سوپاپ استفاده می‌کرد. این مدل از طیفی از شیرها استفاده می‌کرد که برای ولتاژ صفحه (آند) آنها فقط به ۱۲ ولت نیاز داشت.
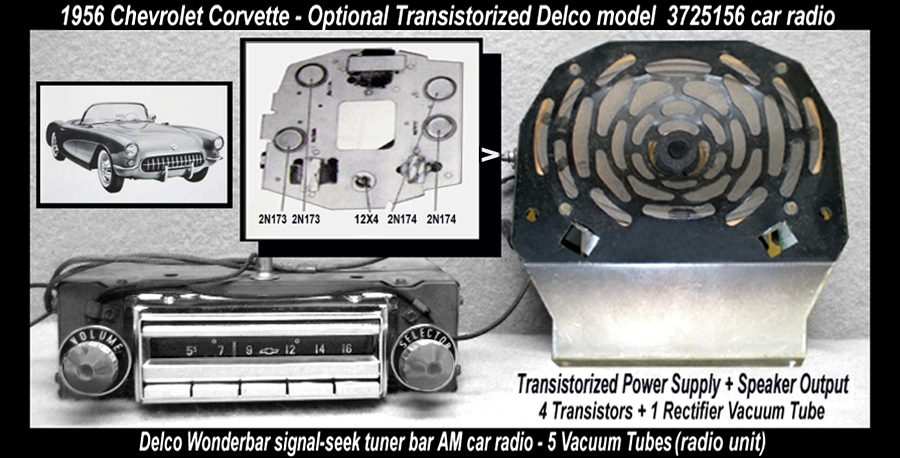
GM Delco Transistorized "Hybrid" (لوله‌ها و ترانزیستورهای خلاء) که برای اولین بار به عنوان یک آپشن در مدل‌های ماشین شورولت کوروت ۱۹۵۶ ارائه شد.
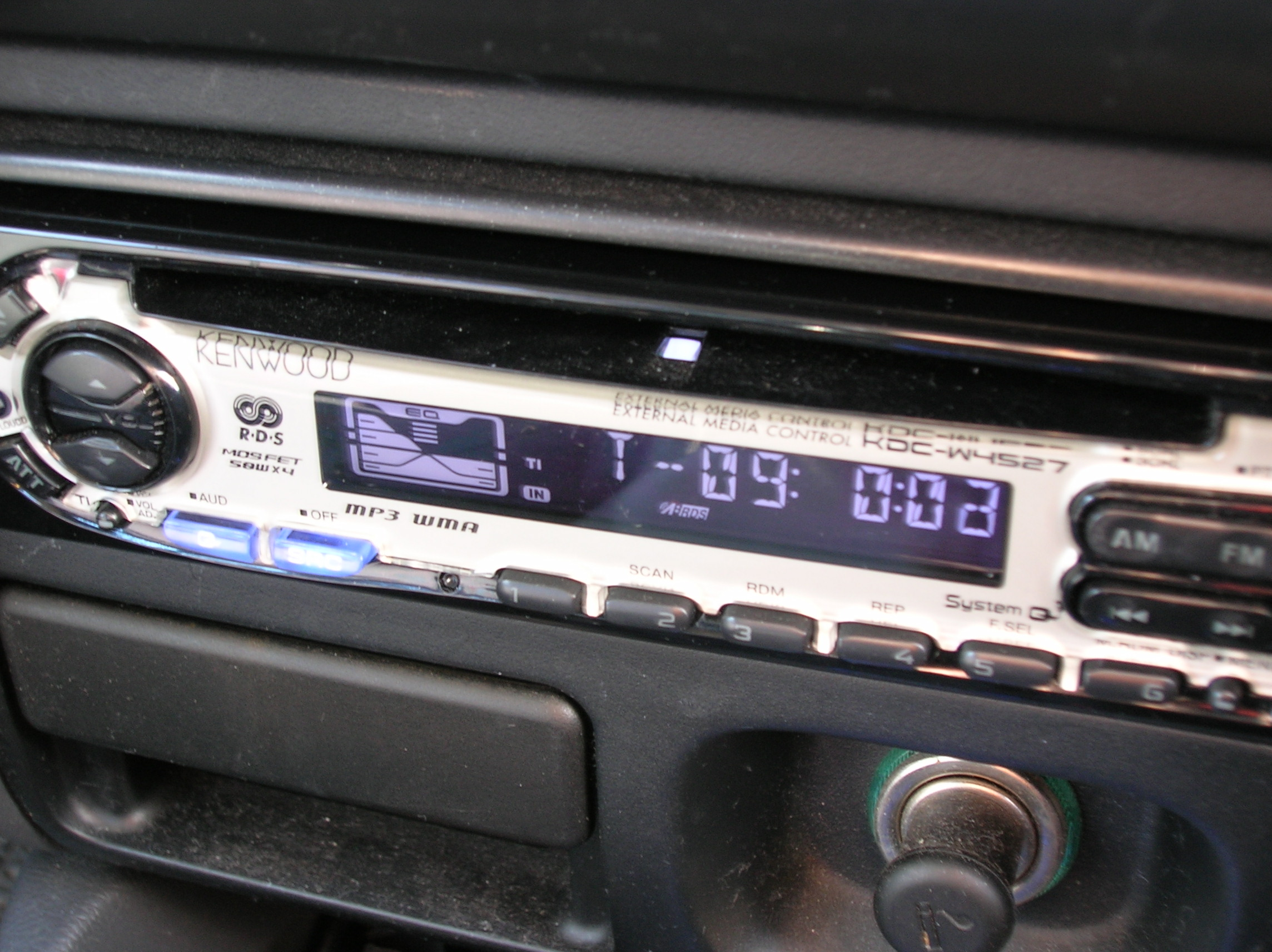
یونیت سر استریو ماشین در داشبورد
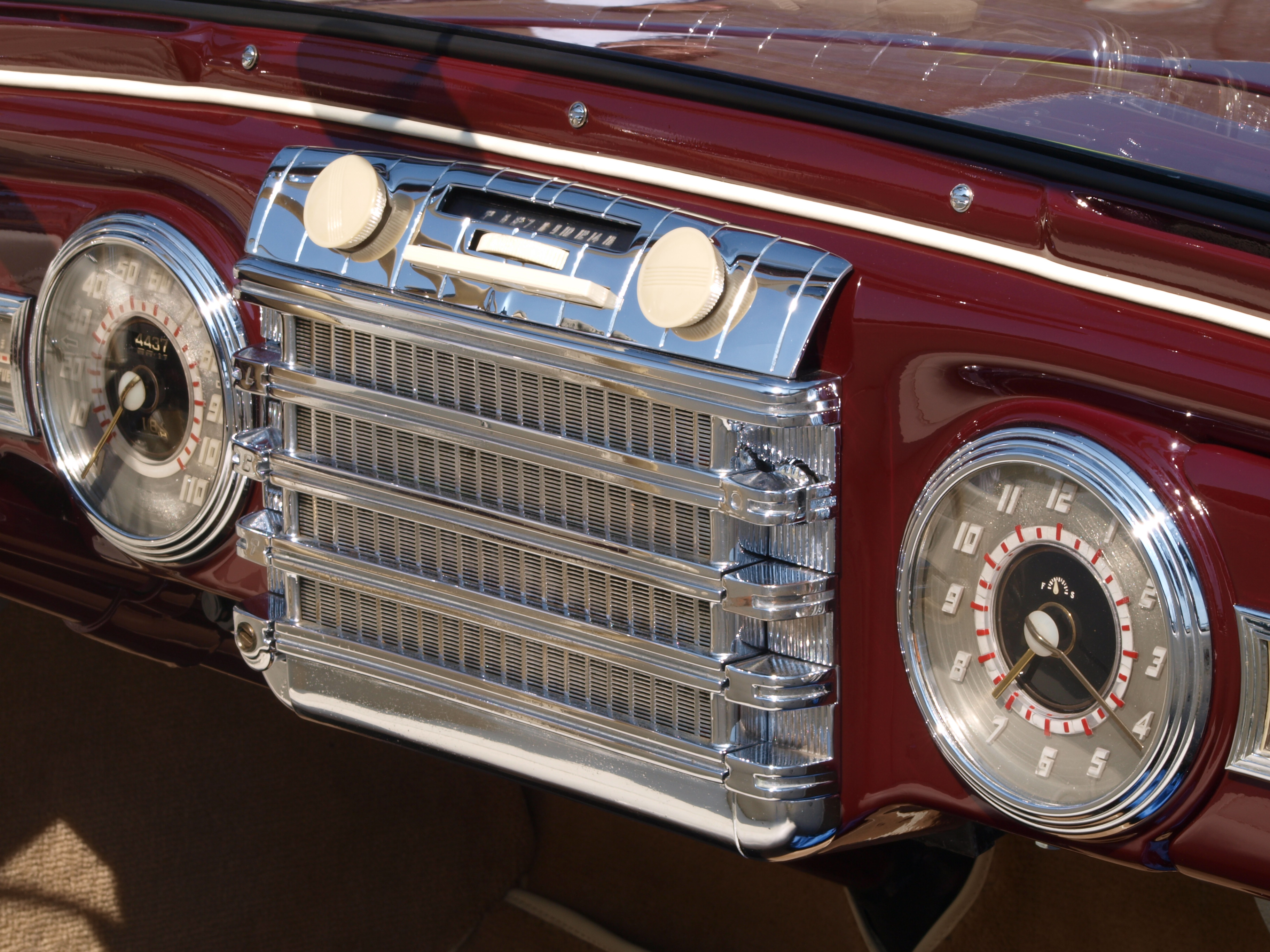
رادیو کابریولت لینکلن کانتیننتال ۱۹۴۲
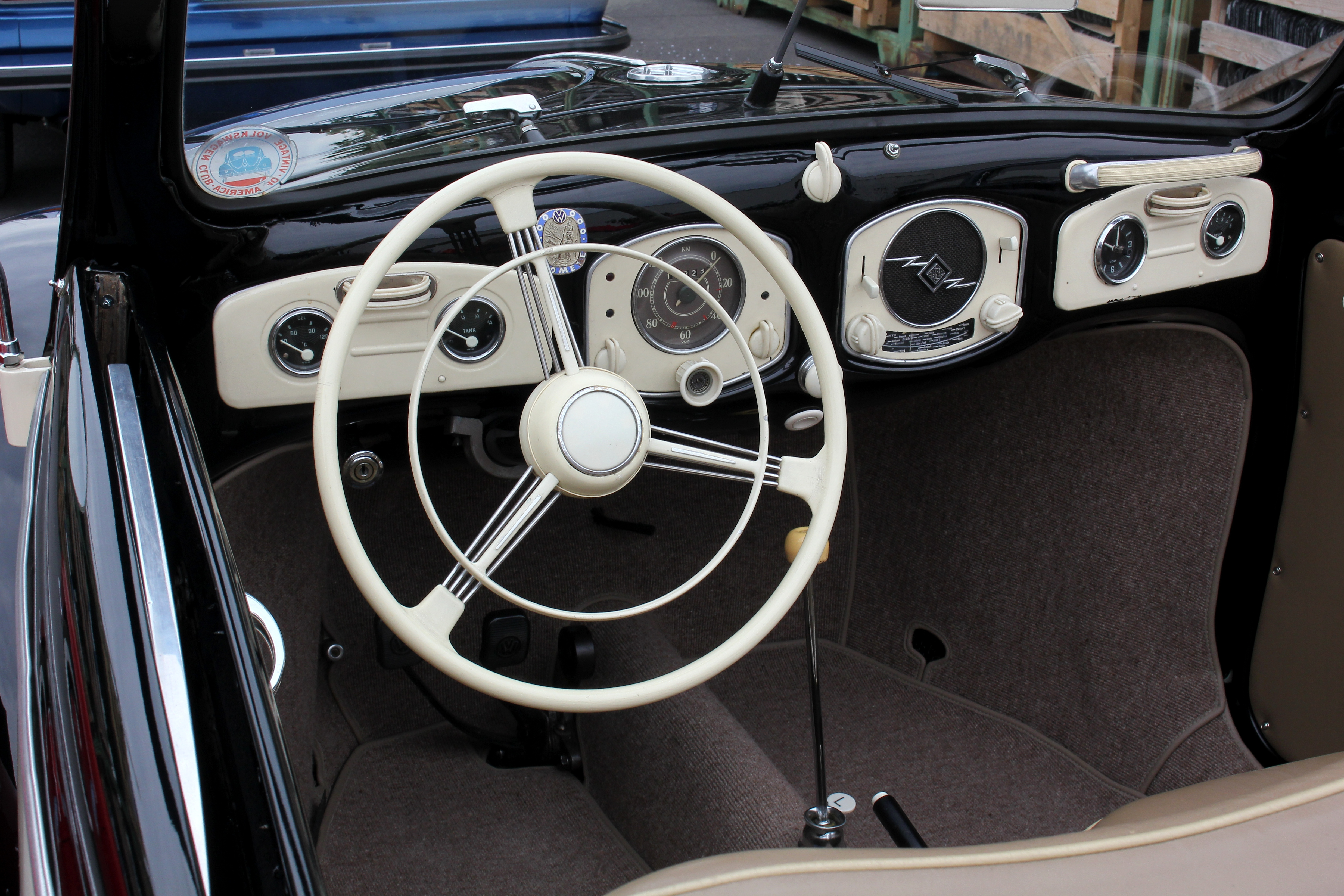
داشبورد VW Hebmüller با رادیو Telefunken (1949/50)
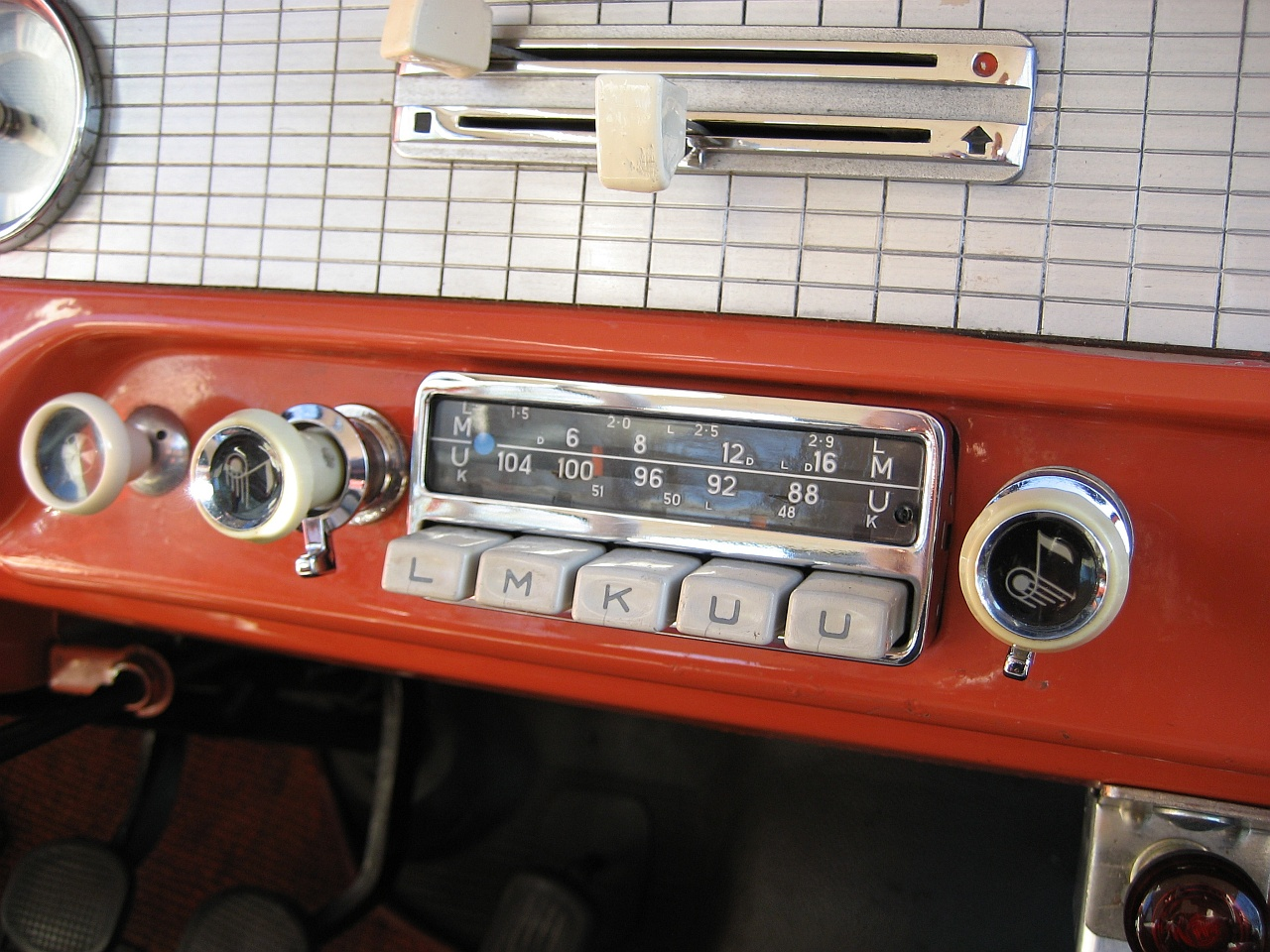
Blaupunkt Köln Radio - German 1958 Ford Taunus 17M P2 deLuxe
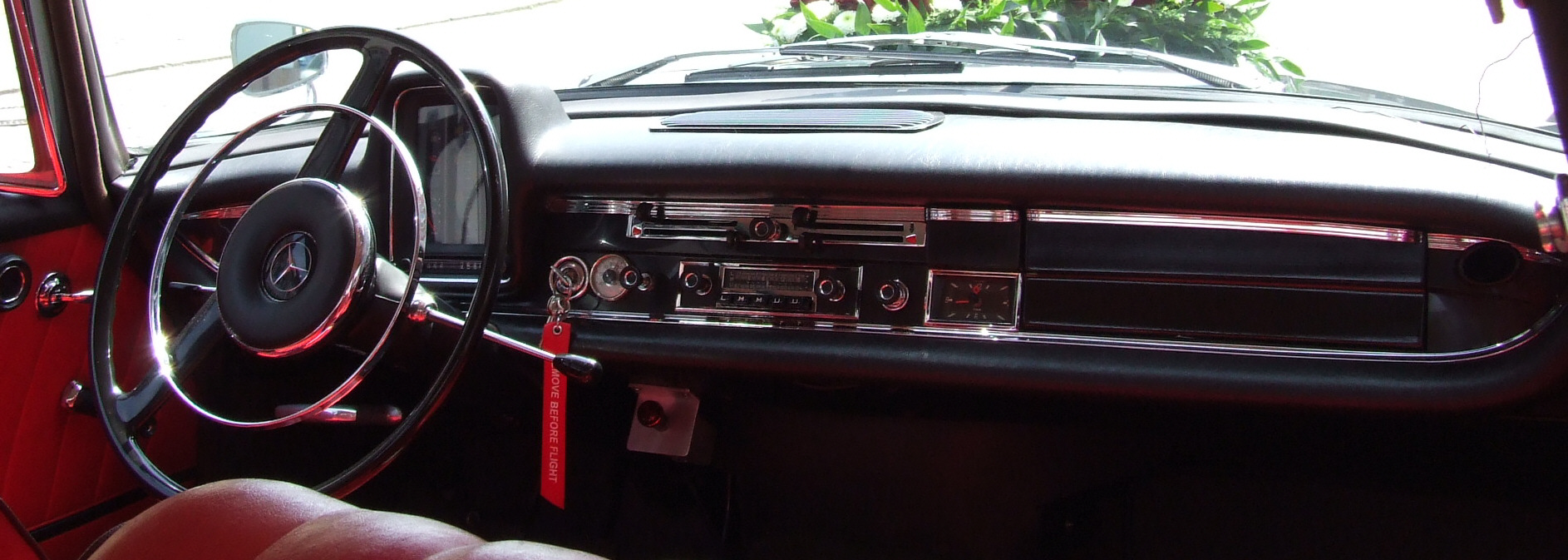
1964 Mercedes-Benz W110 190c dashboard with original FM Blaupunkt "Frankfurt" head unit.
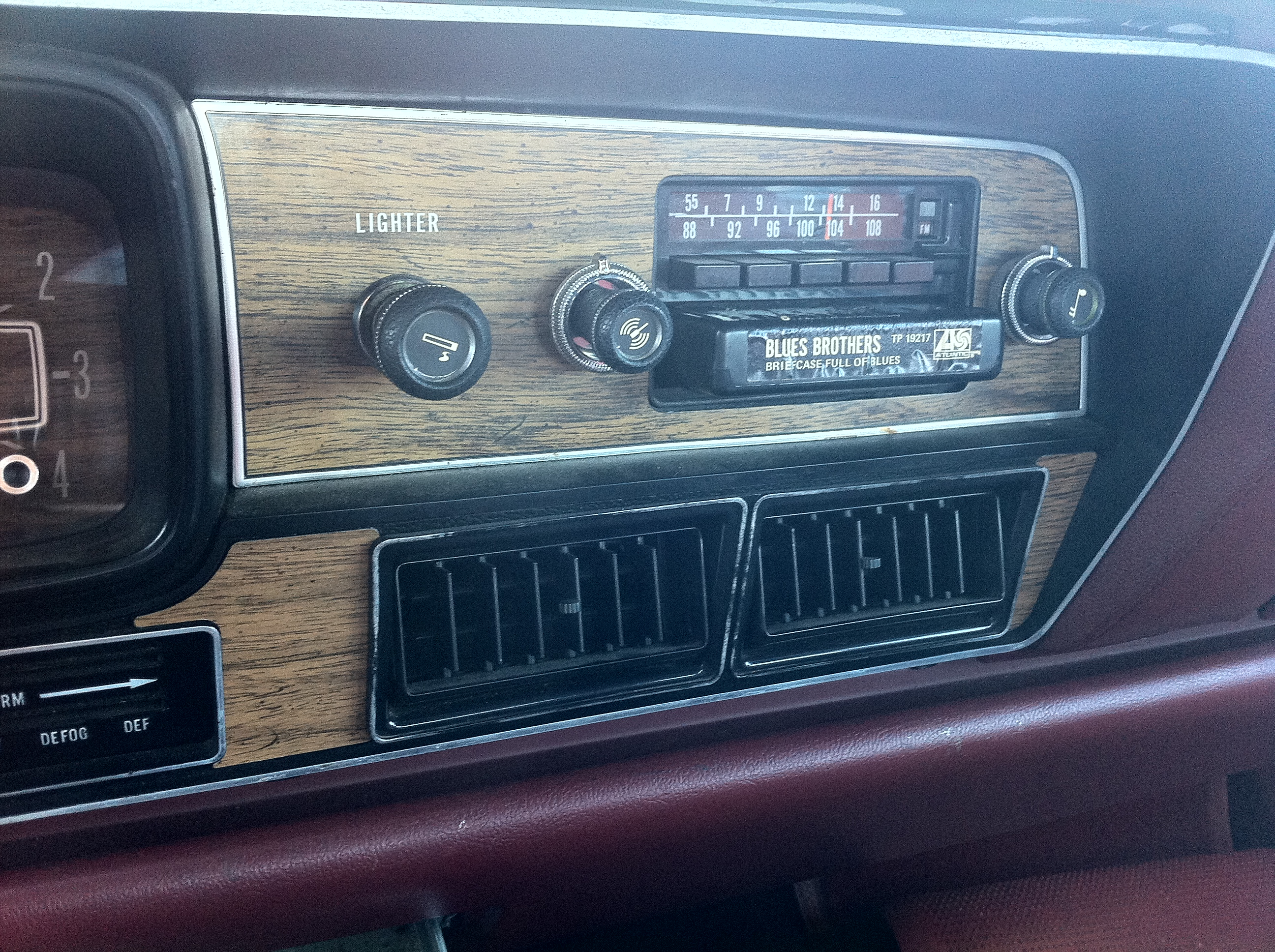
1978 AMC Matador sedan factory AM-FM-stereo-8-track unit with an album by The Blues Brothers
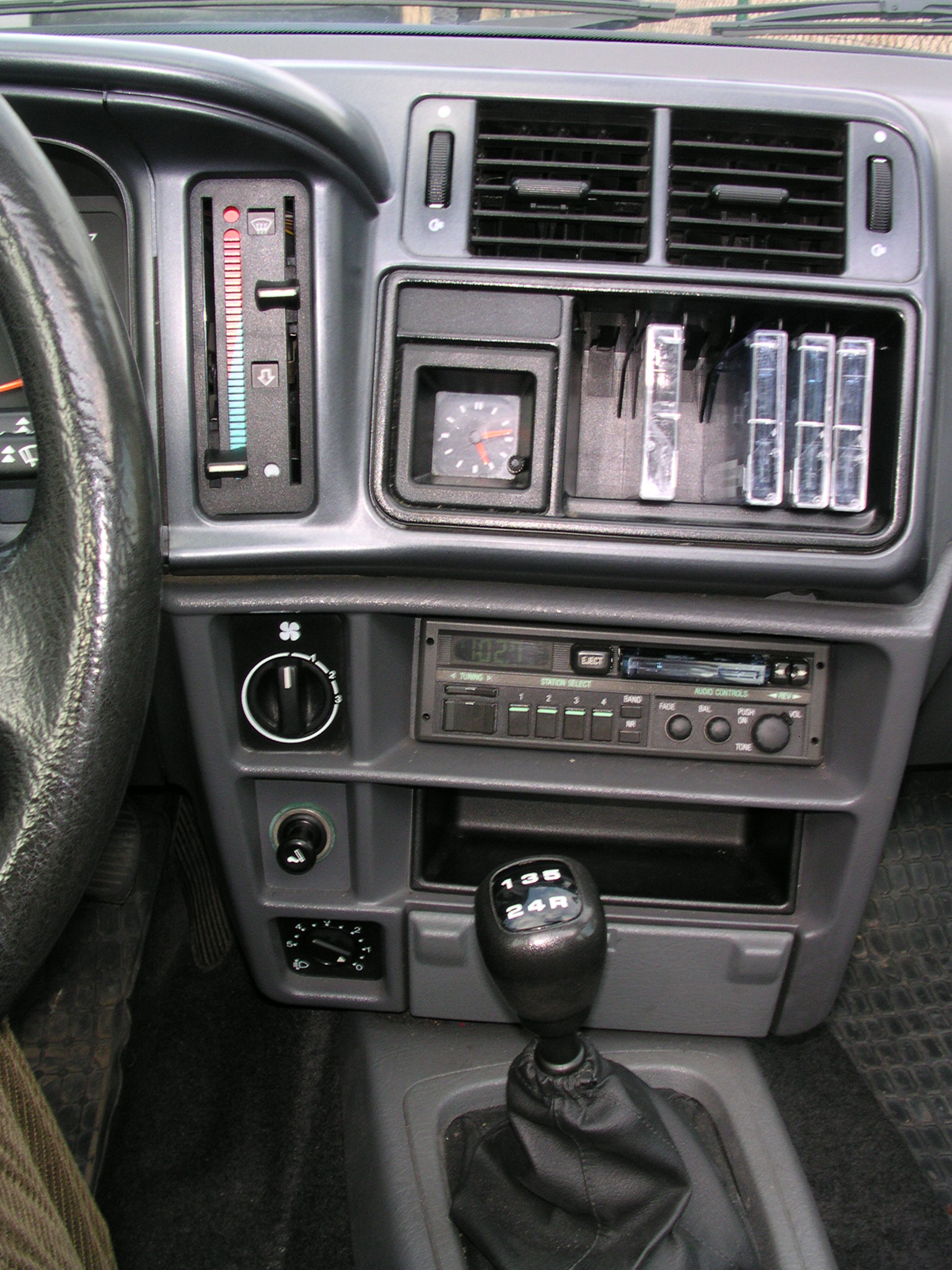
1990 Ford Sierra CLX Radio-Cassette head unit in a dashboard with cassette storage
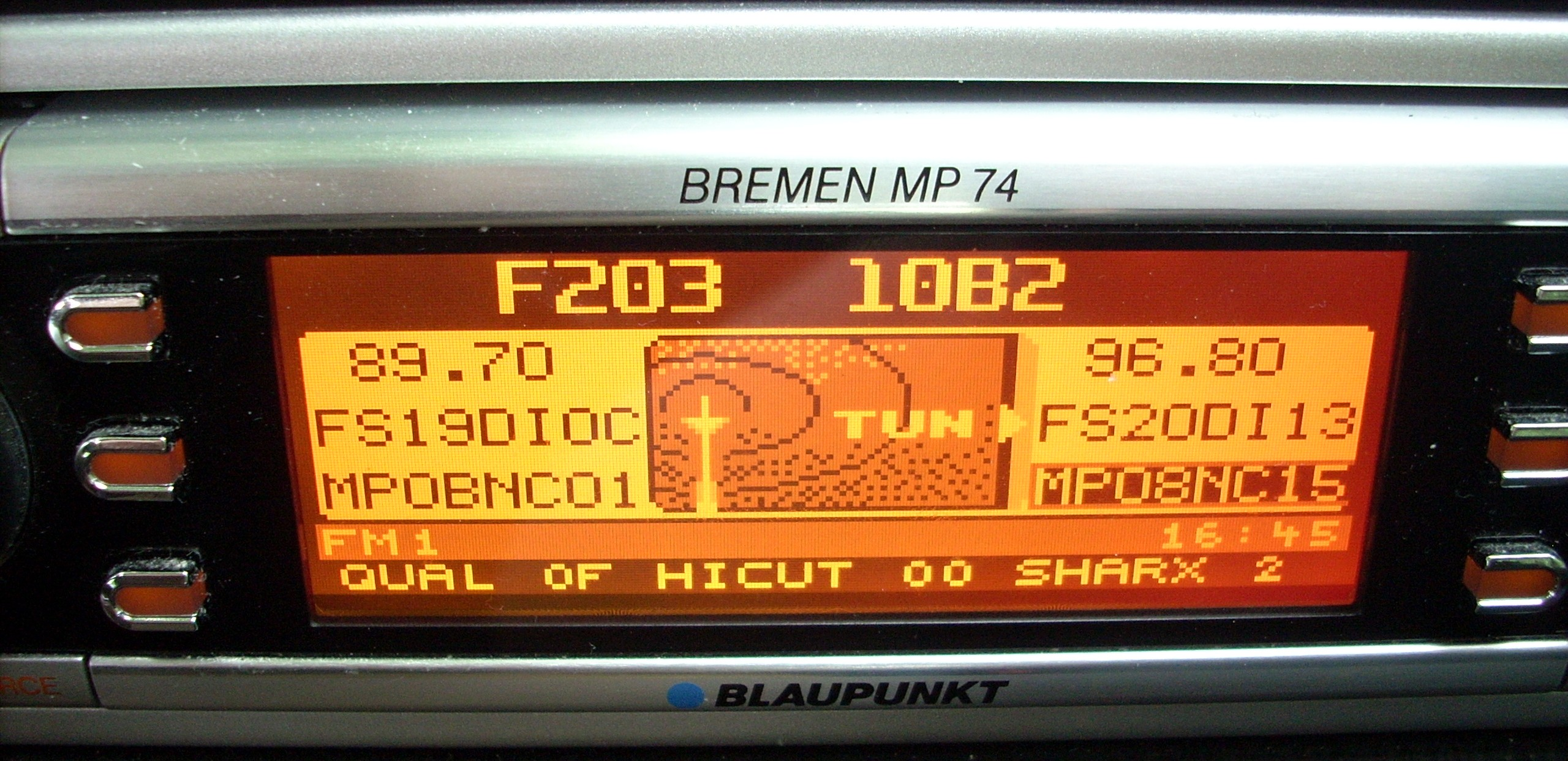
Early 00's Blaupunkt car radio (close look)
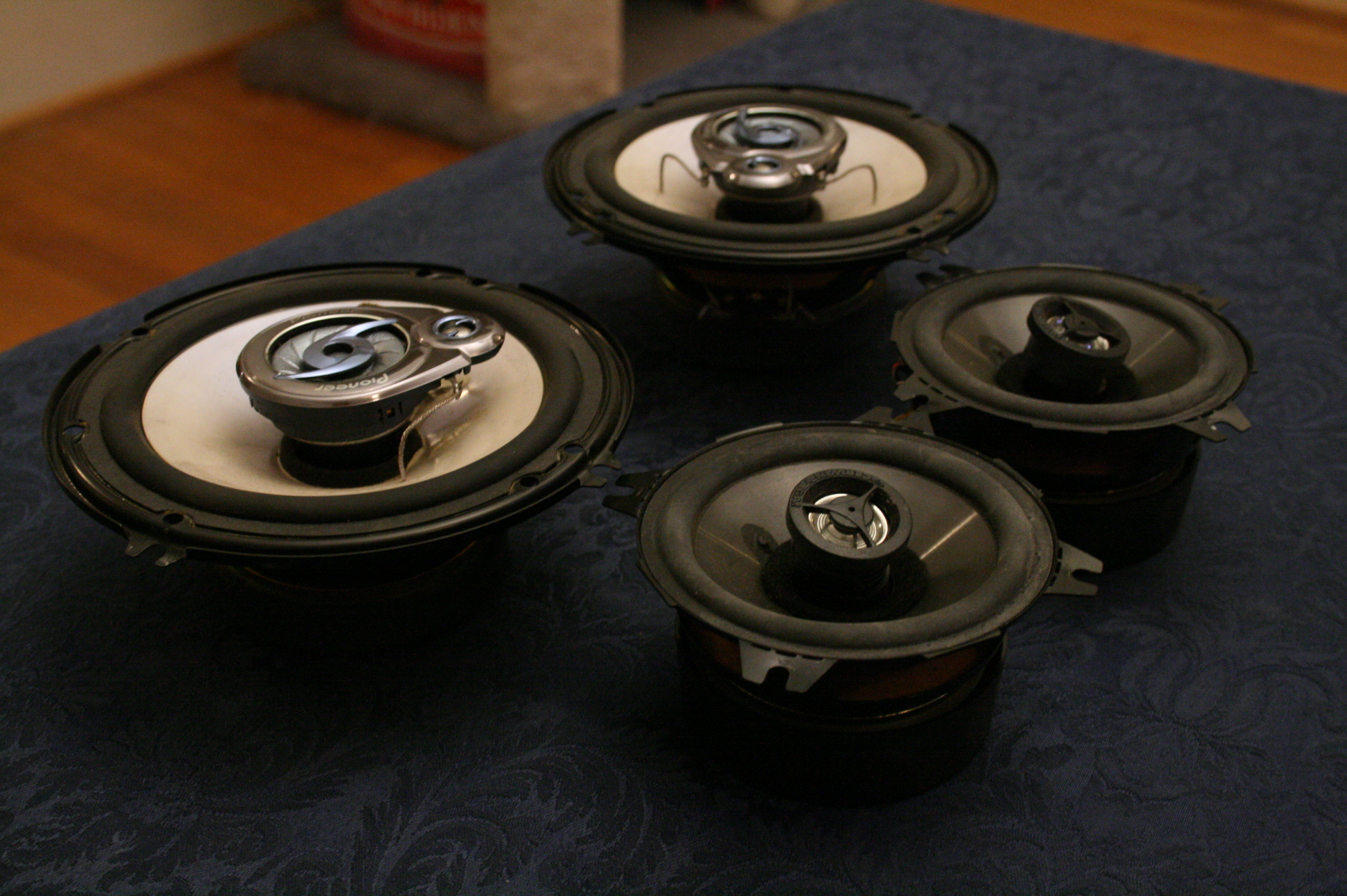
A set of speaker drivers removed from a passenger vehicle
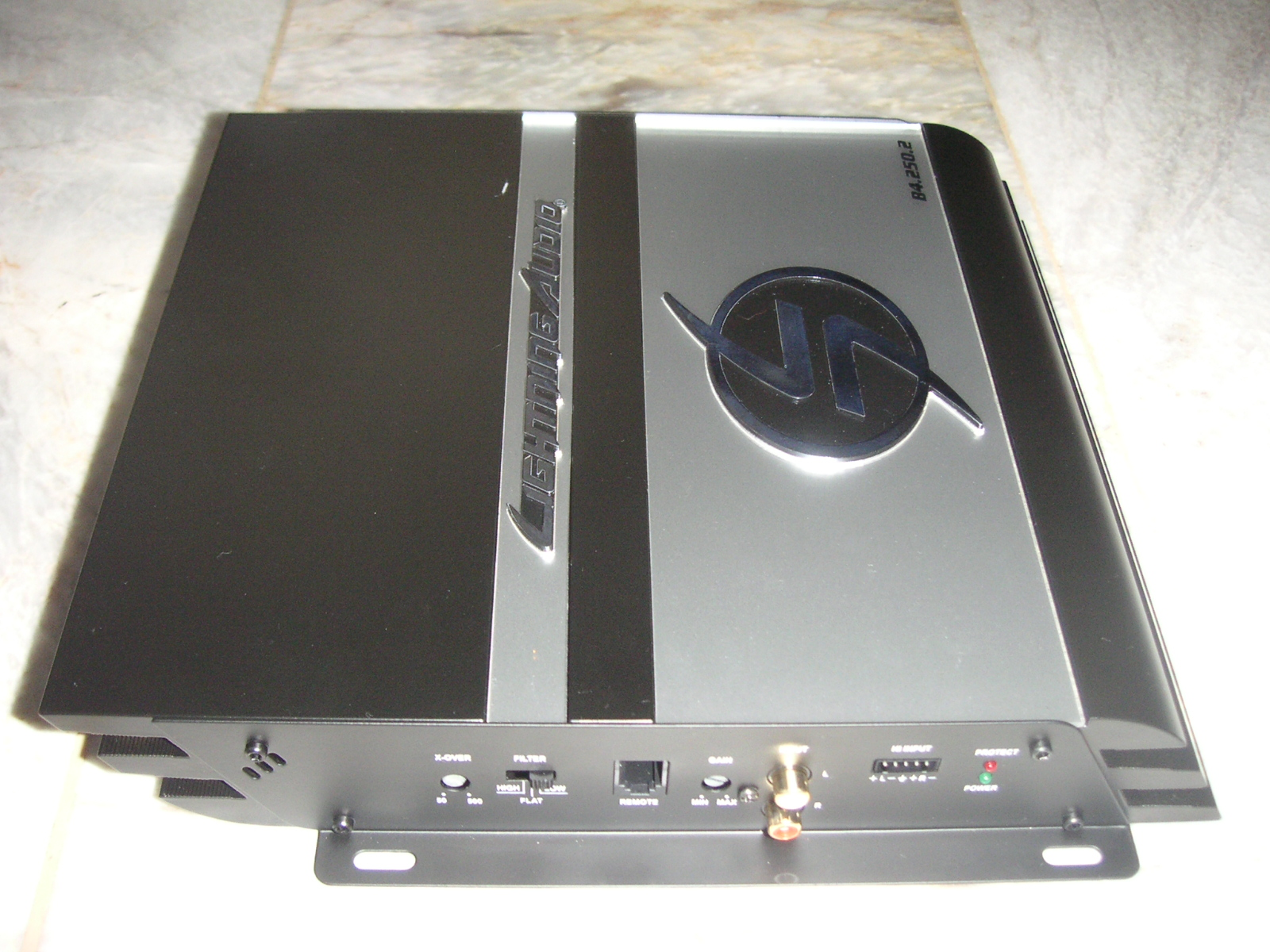
A car audio amplifier
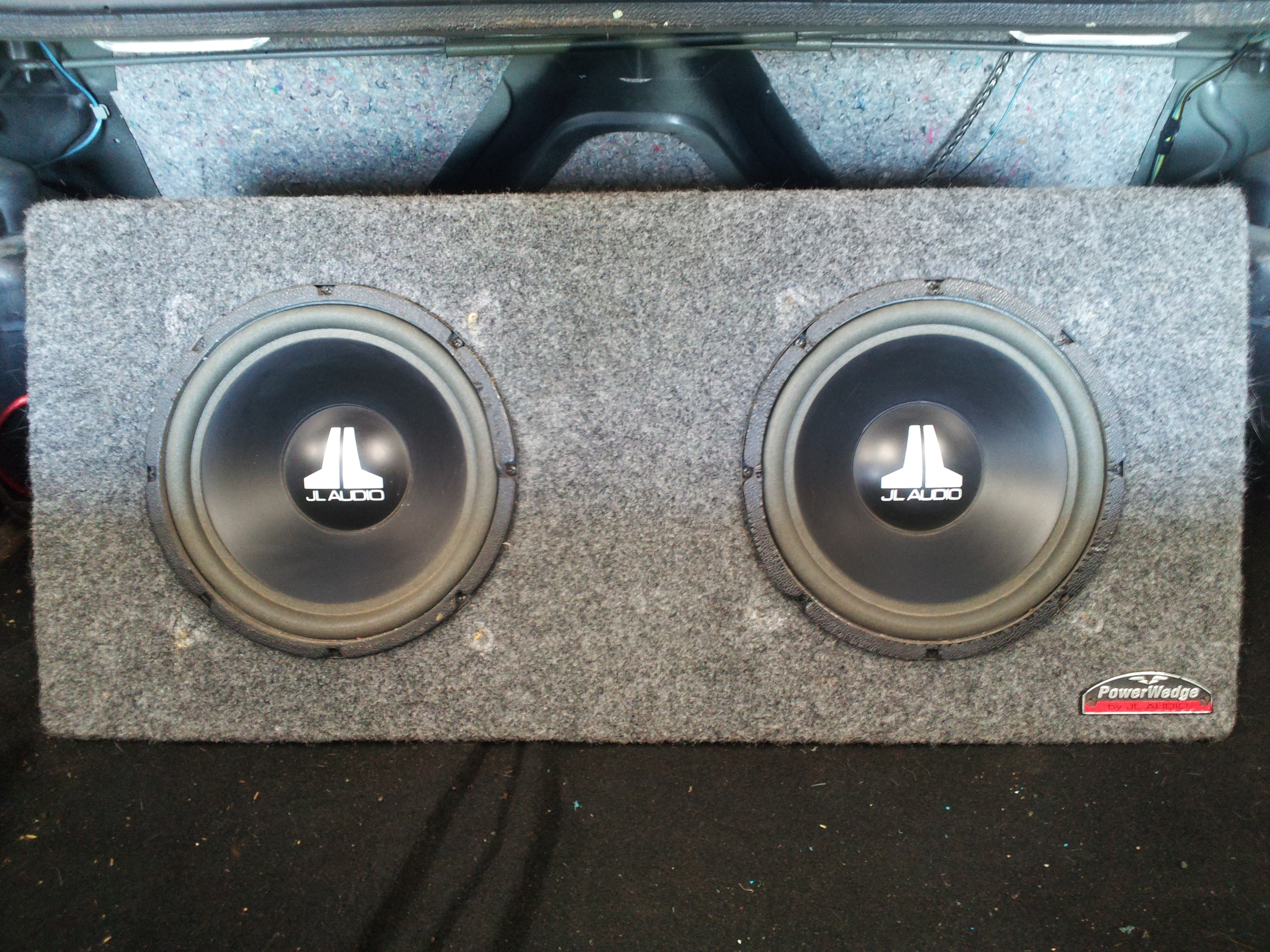
Two 10-inch subwoofers in the trunk of a car
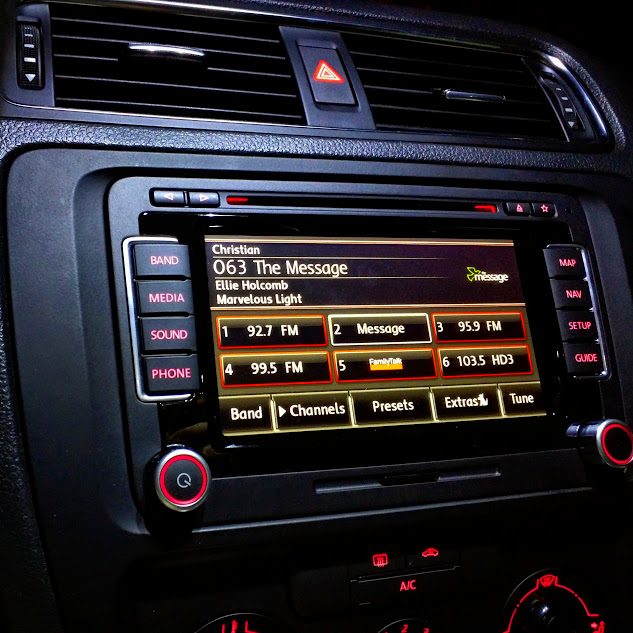
An example of the evolution: 2010's Volkswagen has a smart panel both with buttons and a touch screen to play radio.